# John Wick: Chapter 2
John Wick: Chapter 2 (bra: John Wick: Um Novo Dia para Matar; prt: John Wick 2) é um filme americano neo-noir de ação e suspense dirigido por Chad Stahelski e escrito por Derek Kolstad, sendo a sequência direta do filme John Wick, de 2014. Um Novo Dia para Matar é protagonizado por Keanu Reeves, além de contar com Common, Ian McShane, Laurence Fishburne e Riccardo Scamarcio em seu elenco principal. Suas filmagens começaram em outubro de 2015 na cidade de Nova Iorque, e foi lançado nos cinemas americanos no dia 10 de fevereiro de 2017.

## Elenco
- Keanu Reeves como John Wick, um ex-assassino a soldo.
- Common como Cassian, chefe da segurança de uma senhora do crime.
- Bridget Moynahan como Helen Wick, a esposa falecida de John.
- Ian McShane como Winston, o proprietário do Continental Hotel.
- John Leguizamo como Aurelio, proprietário de uma oficina de automóveis de alta qualidade.
- Lance Reddick como Charon, recepcionista do Continental Hotel.
- Thomas Sadoski como Jimmy, um policial e amigo de John.
- Ruby Rose, como Ares, uma assassina e segurança de Santino D´Antonio.
- Riccardo Scamarcio como Santino D´Antonio, o líder da camorra que força John Wick a cometer um assassinato.
- Peter Stormare como Abram Tarasov, irmão de Viggo Tarasov e tio de Iosef Tarasov.
- Laurence Fishburne como Rei, o líder do crime no subterraneo de Nova York.

## Produção
Em fevereiro de 2015, os realizadores Chad Stahelski e David Leitch revelarem que uma sequência de John Wick estava a ser produzida. No mesmo mês, o CEO da Lionsgate Jon Feltheimer, disse: "Vemos John Wick como uma série de ação de vários capítulos". Adicionalmente, foi dito que Kolstad escreveria de novo o roteiro. Em maio de 2015, foi confirmado que a sequência tinha "luz verde" e que a Lionsgate iria vender o filme no Cannes Film Festival. Foi anunciado que Keanu Reeves, Leitch e Stahelski regressariam para o filme e que as filmagens começariam no final de 2015.
Em outubro de 2015, Common juntou-se ao elenco para desempenhar o papel de um chefe da segurança de uma senhora do crime, e Ian McShane foi confirmado para novamente fazer o papel de Winston, o proprietário do Continental Hotel. Em novembro de 2015, Bridget Moynahan, John Leguizamo, Thomas Sadoski e Lance Reddick confirmaram o regresso, enquanto que Ruby Rose, Riccardo Scamarcio e Peter Stormare foram acrescentados ao elenco. Laurence Fishburne também foi acrescentado ao elenco embora faça apenas uma pequena aparição.

### Filmagens
A fotografia começou em 26 de outubro de 2015, em Nova Iorque. No final da primeira semana, as filmagens ocorreram em Manhattan. As filmagens também tiveram lugar em Itália. Houve filmagens também na cidade de Montréal, Canadá, em 28 de outubro de 2015 (é possível ver cenas na Station Place des Arts, na Rue Saint Catherine, entre outros lugares).

## Lançamento
John Wick: Chapter 2 foi lançado dia 10 de fevereiro de 2017 nos Estados Unidos pela Summit Entertainment. No Brasil , foi lançado em 16 de fevereiro do mesmo ano, e em Portugal, em 23 de fevereiro.

## Recepção
No agregador de críticas Rotten Tomatoes, que categoriza as opiniões apenas como positivas ou negativas, o filme tem um índice de aprovação de 89% calculado com base em 274 comentários dos críticos que é seguido do consenso: "John Wick: Chapter 2 faz o que uma sequência deve fazer - o que, neste caso, significa dobrar a velocidade na ação coreografada de maneira emocionante e ininterrupta que tornou seu antecessor muito divertido." Já no agregador Metacritic, com base em 43 opiniões de críticos que escrevem em maioria para a imprensa tradicional, o filme tem uma média aritmética ponderada de 75 entre 100, com a indicação de "revisões geralmente favoráveis". O público entrevistado pela CinemaScore deu ao filme uma nota média de "A–" em uma escala de A+ a F, uma melhoria em relação ao "B" recebido por seu antecessor, enquanto o PostTrak relatou que os espectadores deram a ele uma pontuação geral positiva de 85% e 72% de "recomendação definitiva".